# Уваровский (Волгоградская область)
Уваровский — хутор в Урюпинском районе Волгоградской области России, в составе Хопёропионерского сельского поселения. Расположен на границе с Воронежской областью на левом берегу реки Калмычок.
Население — 122 (2010)

## История
Дата основания не установлена. Хутор входил в юрт станицы Михайловской Хопёрского округа Земли Войска Донского (с 1870 — Область Войска Донского). Согласно Списку населённых мест Земли Войска Донского в 1859 года на хуторе проживало 276 мужчин и 185 женщин. В 1886 году освящена церковь.
Большинство населения было неграмотным: согласно переписи населения 1897 года на хуторе Уваровском проживало 433 мужчины и 444 женщины, из них грамотных мужчин — 168, грамотных женщин — 13. Согласно алфавитному списку населённых мест Области Войска Донского 1915 года на хуторе имелось хуторское правление, церковь, церковно-приходское училище, земельный надел хутора составлял 4225 десятин, в нём насчитывалось 160 дворов, в которых проживали: 512 мужчин и 541 женщина.
С 1928 года — центр Уваровского сельсовета Новониколаевского района Хопёрского округа (упразднён в 1930 году) Нижне-Волжского края (с 1934 года — Сталинградского края) С 1935 года — в составе Хопёрского района Сталинградского края (с 1936 года Сталинградской области, с 1954 по 1957 год район входил в состав Балашовской области).
В 1929 году организован колхоз «Новый путь». В 1937 году образован второй колхоз — имени Варейкиса, позже переименованный в колхоз имени Пушкина. Впоследствии колхозы объединили, объединённое хозяйство получили название «Путь к коммунизму». В марте 1957 года колхоз «Путь к коммунизму» присоединён к совхозу «Хопёрский пионер». В 1959 году в связи с упразднением Хопёрского района хутор Уваровский передан в состав Урюпинского района. В тот же период Уваровский сельсовет был упразднён, хутор передан в состав Хопёро-Пионерского сельсовета. В 1966 году построено новое здание школы. В 1979 году в связи с уменьшением количества учащихся школа стала начальной.

## География
Хутор находится в степной местности на севере Урюпинского района, на границе с Воронежской областью, в пределах Хопёрско-Бузулукской равнины, являющейся южным окончанием Окско-Донской низменности, хутор вытянут на расстояние более 4 км вдоль левого берега реки Калмычок. Рельеф местности равнинный. Имеется незначительный уклон местности к реке Калмычок. Центр хутора расположен на высоте около 100 метров над уровнем моря. Почвы — чернозёмы типичные.
Просёлочной дорогой хутор Уваровский связан с административным центром сельского поселения хутором Криушинский (10 км). По автомобильным дорогам расстояние до областного центра города Волгоград составляет 360 км, до районного центра города Урюпинск — 67 км. В 4 км к северо-востоку от хутора на территории Воронежской области расположен остановочный пункт Поляна железнодорожной ветки Поворино — Лиски
Часовой пояс
Уваровский, как и вся Волгоградская область, находится в часовой зоне МСК (московское время). Смещение применяемого времени относительно UTC составляет +3:00.

## Население
Динамика численности населения по годам:
| 1859 | 1873 | 1897 | 1915 | 1986 | 2002 |
| ---- | ---- | ---- | ---- | ---- | ---- |
| 461  | 479  | 877  | 1370 | ≈260 | 201  |

| 2010 |
| ---- |
| 122  |